# San Juan (Batangas)
San Juan (Dakilang Bayan ng San Juan  
(The Town of Five Stars)) är en kommun i Filippinerna. Kommunen ligger på ön Luzon, och tillhör provinsen Batangas. Folkmängden uppgår till 94 291 invånare.

## Barangayer
San Juan är indelat i 42 barangayer.
| - Abung - Balagbag - Barualte - Bataan - Buhaynasapa - Bulsa - Calicanto - Calitcalit - Calubcub I - Calubcub II - Catmon - Coloconto - Escribano - Hugom | - Imelda (Tubog) - Janaojanao - Laiya Ibabao - Laiya Aplaya - Libato - Lipahan - Mabalanoy - Nagsaulay - Maraykit - Muzon - Palahanan I - Palahanan II - Palingowak - Pinagbayanan | - Poblacion - Poctol - Pulangbato - Putingbuhangin - Quipot - Sampiro - Sapangan - Sico 1.0 - Sico 2.0 - Subukin - Talahiban 1.0 - Talahiban 2.0 - Ticalan - Tipaz |

## Bildgalleri

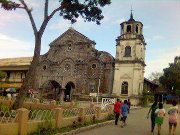
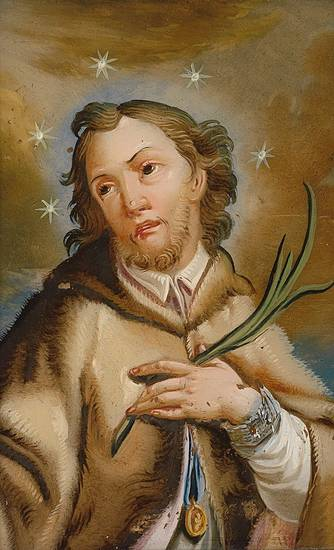
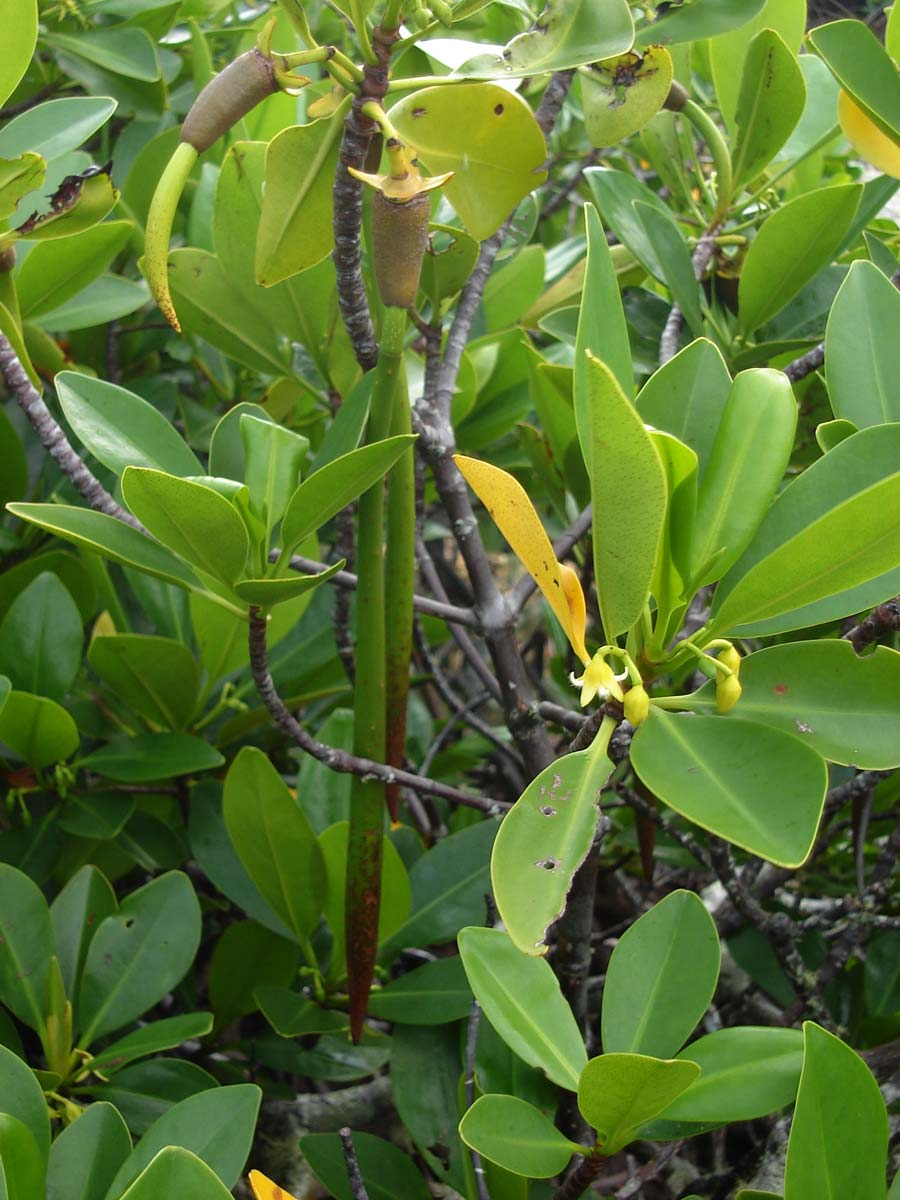